# Perruche à tête prune
Psittacula cyanocephala
Espèce
Statut de conservation UICN

 LC  : Préoccupation mineure
Statut CITES
La Perruche à tête prune (Psittacula cyanocephala) est une espèce d'oiseau appartenant à la famille des Psittacidae.

## Description
Cet oiseau mesure 33 à 34 cm. Il présente un net dimorphisme sexuel.
Le mâle présente une tête couleur prune d'où le nom spécifique avec un fin collier noir et une bande bleu azur sur le cou. Le reste du plumage est vert, plus sombre au niveau du dos et des ailes. Celles-ci arborent une tache rouge. La coloration du bec est orange pour la mandibule supérieure et noire pour l'inférieure.
La femelle possède une tête gris bleuté avec des nuances roses et une bande jaunâtre. Le vert du plumage est moins lumineux que celui du mâle. Les ailes ne présentent pas de taches rouges. La coloration du bec est jaunâtre pour la mandibule supérieure et grise pour l'inférieure.
Les jeunes ressemblent beaucoup à la femelle avec une calotte jaune roux et une bande violette sous le cou. Ils acquièrent leur coloration définitive que lors de leur deuxième année.

## Habitat
La Perruche à tête prune peuple surtout les forêts humides d'arbres à feuilles caduques, mais aussi divers milieux boisés, les clairières et les champs situés à proximité. Elle ne s'élève guère en altitude (jusqu'à 1 300 m).

## Répartition
Cet oiseau est répandu à travers le sous-continent indien.

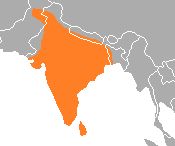
Aire de répartition de la perruche à tête prune

## Alimentation
Cette espèce est essentiellement granivore et frugivore. Elle consomme divers fruits (en particulier ceux de Zizyphus oenoplia et des figues), des noix, des bourgeons et des fleurs, appartenant aux genres Salmalia, Butea et Bassia. Elle peut s'abattre en groupes de plusieurs centaines d'individus et peut provoquer des dégâts relativement importants dans les rizières, les champs de maïs, de sorgho, etc.

## Reproduction
La saison de reproduction varie selon les régions. Au Sri Lanka, la Perruche à tête prune se reproduit de décembre à avril, plus rarement en juillet et août. Elle forme souvent de petites colonies. Elle installe son nid dans la cavité d'un tronc ou d'une branche. Elle peut agrandir parfois un nœud de tronc de Bassia ou réaménager un ancien nid de pic. La femelle dépose 4 ou 5 œufs, parfois 6.
La Perruche à tête prune peut s'hydrider avec la Perruche de l'Himalaya (P. himalayana). Elle donne alors ce que les ornithologistes ont longtemps cru être une espèce à part entière, la Perruche intermédiaire (P. intermedia). Celle-ci n'était connue que de sept spécimens dont six avaient été élevés en captivité. En fait, aucun individu n'a été vu à l'état sauvage.
La Perruche à tête prune peut aussi s'hybrider avec la Perruche à collier (Psittacula krameri).

## Galerie

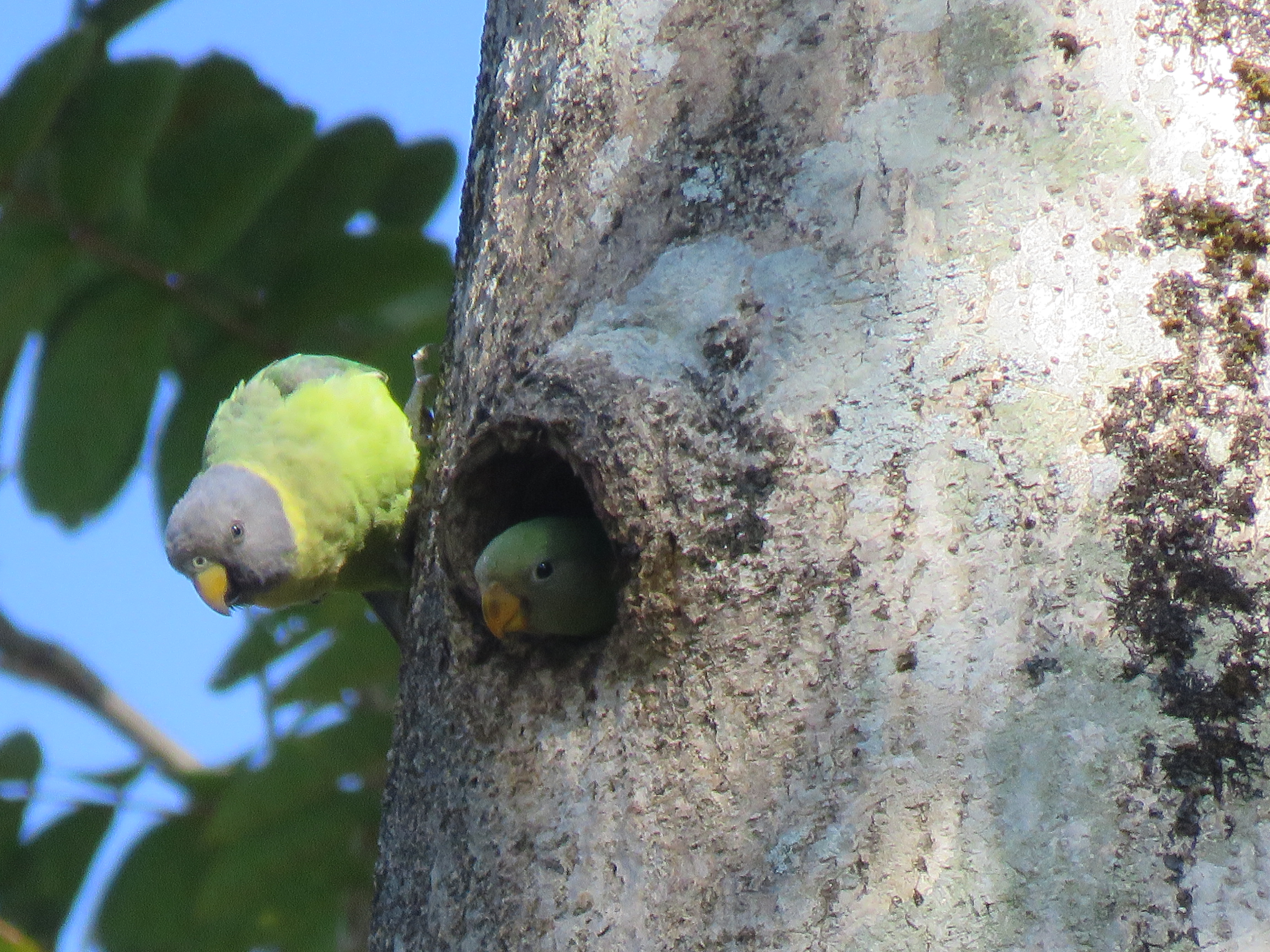
Perruches à tête prune femelles photographiées à Valparai